# Anu
Anu ili An je isprva bio bog iz sumerske mitologije, a poslije je postao i bog Asiraca i Babilonaca. Njegovo ime znači "nebo". On je bog neba i raja, vladar nebeskih tijela, te kralj bogova i duhova, a živi u najvećim visinama neba. Zajedno s Enlilom i Enkijem, Anu je bio jedan od trojice najvažnijih bogova sumerskog panteona.

## Obitelj

### Preci
- Apsu i Tiamat - pradjed i prabaka
- Lahmu i Lahamu - djed i baka
- Anšar i Kišar - roditelji

### Žene
- Ki - sestra
- Namma
- Uraš

### Djeca
- Annuaki - Kiina djeca
- Ningikuga - Namina kćer
- Ninsuna - Urašina kćer

Anuovi slavni unuci su Marduk, kralj bogova, i heroj Gilgameš. 

## Sumerska mitologija
Većina spisa predstavlja Anua kao muškarca, ali postoje i spomeni o njemu kao o ženi ili čak dvospolcu. On je povezan sa ženskom božicom Anu koju su štovali Kelti, te božicom Anu iz babilonskih mitova.
U sumerskoj je kozmogoniji Anu zamišljen i kao personifikacija neba, čvrsta kupola nad ravnom Zemljom.
Na sumerskom je riječ "An" rabljena i kao oznaka za nebesa i raj. 

## Babilonska mitologija
U Babilonu se smatralo da su Anuovi roditelji Anšar, prijašnji bog neba i Kišar, božica Zemlje, koji su se sreli na obzoru i dobili djecu. Anu je oženio svoju sestru Ki, novu božicu Zemlje, te su im se rodili Annuaki, rasa velikih bogova, među kojima su i Enlil i Enki. Enkijev sin Marduk, Anuov unuk, postao je poslije vladar svemira. 

## Huritska mitologija
U mitovima Hurita, Anu je shvaćen kao bog nesretne sudbine. On je svrgnuo svog oca Alalua. Anu je dobio sina Kumarbija, koji mu je odgrizao spolne organe i progutao ih. Anu je preživio napad, a Kumarbi je izrodio Tešuba, Tigris (personifikaciju te rijeke) i Tašmišua. Kad je Kumarbi rodio Tešuba, ovaj se udružio s Anuom, svojim djedom, te su njih dvojica zajedno svrgnuli Kumarbija.
Ovaj mit o nebeskom nasljeđivanju prijestolja ima svoju inačicu u grčkoj (Uran, Kron, Zeus) i rimskoj mitologiji (Cel, Saturn, Jupiter).